# یوسف‌آباد (ماه‌نشان)
یوسف‌آباد یک روستا در ایران است که در دهستان انگوران شهرستان ماه‌نشان واقع شده‌است. یوسف‌آباد ۱۴۶ نفر جمعیت دارد.